# Ализариновые чернила
Ализариновые чернила были созданы в 1855 году профессором из Дрездена Кристианом Августом Леонгарди, путем добавления ализаринового красителя, полученного из корня растения марены, к обычным железистым чернилам. Это придавало чернилам уникальную окраску.
В 1868 году немецкие химики Гребе и Либерман открыли метод получения ализарина из антрацена, что усовершенствовало технику производства ализариновых чернил.
Также существенным нововведением стало добавление в чернила красителя индиго и серной кислоты, предотвращающей преждевременное окисление чернил. Такие чернила имели сине-зеленый цвет (благодаря сульфированию индиго образуется индигокармин), а на воздухе приобретали чёрную окраску. Позже к чернилам стали добавлять искусственные красители.
Такие чернила были довольно популярны до середины XX века, пока им на замену не пришли более современные химические чернила.